# Erik Galli
Erik Rodrigo Giustimanovic Galli, född 17 april 1991 i Skärholmens församling i Stockholms län, är en svensk journalist, tv-producent och programledare.
Galli har skrivit för Svenska Dagbladet, Expressen, Vice, Bon och Out och jobbat som fotograf för Nöjesguiden, Stockholms filmfestival och V Magazine. Han har arbetat som programledare för Uppdrag granskning och Talkshow i P1, tv-producent för SVT-program som Kobra och Pornfluencers, och som reporter i Rapport, Morgonstudion och Kulturnyheterna. Han har även arbetat med dokumentärfilmen Bergman – ett år, ett liv.
2022 tog Galli emot tv-priset Kristallen för dokumentärserien Under kniven. Programmet visades i SVT1 och vann kategorin årets faktaprogram. År 2023 programledde han serien SD-bögar om homosexuella sverigedemokrater och fenomenet homonationalism. 2024 gav Galli ut ljudboken Homosexligan som styrde Sverige om Kejneaffären.